# Mitsubishi K3M
Le Mitsubishi K3M est un avion d'entraînement japonais des années 1930 ayant servi durant la Seconde Guerre mondiale au sein de l'aéronavale nippone. Les Alliés le désignaient Pine dans leur système de classification.

## Historique

### Développement
Au cours des années 1930 l'ingénieur britannique Herbert Smith s'expatria au Japon et travailla auprès de Mitsubishi. Il s'était illustré durant la Première Guerre mondiale chez Sopwith en participant à la conception de quelques chasseurs demeurés célèbres comme le Camel se retrouva chargé du développement d'un nouvel avion de transport léger destiné au marché civil local. Initialement le programme était connu sous la désignation de Mitsubishi 4MS1. Toutefois rapidement il intéressa la marine impériale japonaise qui recherchait alors un avion destiné à la formation de ses équipages d'aéronefs, et notamment d'hydravions à coque.
Après le premier vol du 4MS1, survenu au début de l'année 1930, il fut décidé de commander trois prototypes pour les essais en vol. Ces avions reçurent la désignation de K3M. Si les deux premiers furent réellement utilisés pour le vol en lui-même, le troisième préfigurait réellement les avions de série. En effet il intégrait les équipements d'entraînement, mais également l'armement, ou encore les renforcements de structure à même de permettre l'utilisation de l'avion comme machine d'entraînement, et notamment au niveau du train d'atterrissage.
Fin 1931 les premiers K3M entrèrent en service actif dans la marine japonaise. Leur production en série dura jusqu'en 1941 pour un total de 625 machines, découpés en deux séries principales.
En 1933 Mitsubishi proposa à l'armée impériale japonaise une version qui lui serait destinée pour une mission similaire, ainsi que pour de le transport léger. Connu comme Ki-7, cette machine ne fut produite qu'à deux exemplaires, l'avion ne recevant pas un accueil favorable des militaires. Cependant ils les conservèrent comme machine de liaisons aériennes.
Après guerre quelques avions démilitarisés volèrent comme machines de transport en tant que MS-1. Ils utilisaient des moteurs en étoile britanniques Bristol Jupiter Mk-VI d'une puissance de 460 chevaux. Dans ce cas ils transportaient jusqu'à cinq passagers.

### En service
Les Mitsubishi K3M furent utilisés par les écoles japonaises de pilotage durant toutes les années 1930 et la Seconde Guerre mondiale. Appareil lent mais très manœuvrable il représentait une machine bon marché pour former non seulement les équipages d'hydravions, mais également ceux d'avions de transport comme le Showa L2D (une copie locale du Douglas DC-3 américain) ou de bombardiers comme le Mitsubishi G4M.
S'ils ne furent jamais engagés au combat face aux forces américaines quelques-uns d'entre eux furent néanmoins abattus par la chasse de l'US Navy.

### Utilisateurs
- Japon
  - Service aérien de la Marine impériale japonaise, Mitsubishi K3M.
  - Service aérien de l'Armée impériale japonaise, Mitsubishi Ki-7.

## Aspects techniques

### Description
Le Mitsubishi K3M se présente sous la forme d'un monoplan à aile parasol monomoteur construit en bois, contreplaqué et métal. Il dispose d'un train d'atterrissage classique fixe haubané à jambes fixes et non carénés. Sa propulsion est assurée par un moteur en étoile Nakajima Kotobuki 2k2 développant une puissance de 580 chevaux et entraînant une hélice bipale en métal. L'armement se compose d'une mitrailleuse mobile de calibre 7,7 mm et d'une charge externe de bombes de 120 kg.
Le pilote et son copilote prennent place dans un cockpit biplace côte-à-côte, tandis que les autres stagiaires sont installés dans la cabine arrière.

### Désignations
- Mitsubishi 4MS1 : Désignation donnée par le constructeur au prototype initial.
- Mitsubishi K3M : Désignation donnée par l'aéronavale impériale japonaise aux avions de présérie (K3M1) et de série (K3M2 et K3M3).
- Mitsubishi Ki-7 : Désignation donnée par le Service aérien de l'Armée impériale japonaise[4] aux avions de présérie.
- Mitsubishi MS-1 : Désignation donnée par le constructeur après-guerre aux avions démilitarisés.
- Pine : Désignation donnée par les Alliés à l'ensemble des K3M et Ki-7.

## Avions aux missions similaires
- Avro Anson
- Cessna AT-17 Bobcat